# 嘉當矩陣
在數學中，嘉當矩陣是由法國數學家埃利·嘉當引入的一類特別矩陣，最大的應用在於李代數的分類理論。在有限維代數的表示理論中，嘉當矩陣另有其它意義。

## 李代數
所謂廣義嘉當矩陣是具有下述性質的方陣 {\displaystyle A=(a_{ij})}：
1. 各項皆為整數：{\displaystyle \forall i,j,\;a_{ij}\in \mathbb {Z} }。
2. 對角線上的項等於二：{\displaystyle \forall i,\;a_{ii}=2}。
3. 非對角線項非正：{\displaystyle i\neq j\Rightarrow a_{ij}\leq 0}
4. {\displaystyle \forall i,j,\;a_{ij}=0\Leftrightarrow a_{ji}=0}。
5. 存在正對角方陣 {\displaystyle D} 使 {\displaystyle A} 可以寫成 {\displaystyle DSD^{-1}}，其中 {\displaystyle S} 是對稱方陣。

第四個條件可由第一及第五個條件導出。在第五個條件中，若可取 {\displaystyle S} 為正定，則稱 {\displaystyle A} 為嘉當矩陣。
若兩個嘉當矩陣差一個排列矩陣的共軛：{\displaystyle A'=P^{-1}AP}，則稱兩者同構。若一嘉當矩陣同構於分塊對角的嘉當矩陣，則稱之為可化的，反之則稱為不可化。
由半單李代數可以得到根系，對應的廣義嘉當矩陣定義為
{\displaystyle a_{ij}={2(r_{i},r_{j}) \over (r_{i},r_{i})}}
其中 {\displaystyle r_{i}} 是選定的單根。單李代數對應於不可化嘉當矩陣。
不可化嘉當矩陣可透過連通丹金圖分類。具體方式是取 {\displaystyle n} 個頂點（n 為嘉當矩陣 {\displaystyle A} 的階數），將頂點 {\displaystyle i,j} 以 {\displaystyle a_{ij}\cdot a_{ji}} 條邊相連。定義每個頂點的權 {\displaystyle w_{i}} 使得 {\displaystyle w_{j}/w_{i}=a_{ij}/a_{ji}}，若兩個相鄰頂點 {\displaystyle i,j} 的權不同，則規定邊從權大者指向小者。這套模式類似於從根系定義丹金圖的手法。

## 有限維代數的表示理論
對於域 {\displaystyle F} 上的有限維結合代數 {\displaystyle A}，考慮不可約、{\displaystyle F}-有限維左 {\displaystyle A}-模 {\displaystyle N_{1},\ldots ,N_{n}}，對每個 {\displaystyle 1\leq i\leq n}，存在唯一的不可分解左射影模 {\displaystyle P_{i}} （至多差一個同構），使得 {\displaystyle \mathrm {Hom} (P_{i},N_{i})\neq \{0\}}。取 {\displaystyle c_{ij}} 為 {\displaystyle N_{j}} 在 {\displaystyle P_{i}} 的合成列中作為合成因子的重數。方陣 {\displaystyle C:=(c_{ij})} 稱為 {\displaystyle A} 的嘉當矩陣。